# 疣鸚哥魚
疣鸚嘴魚，又名瘤綠鸚嘴魚，俗名叩頭鸚哥、鸚哥、青衣，為輻鰭魚綱鱸形目隆頭魚亞目鸚哥魚科的其中一種。

## 分布
本魚分布於印度西太平洋區，包括斯里蘭卡、台灣、琉球群島、菲律賓等海域。

## 深度
水深3至30公尺。

## 特徵
本魚體延長而略側扁。後鼻孔並不明顯的大於前鼻孔。齒板之外表面平滑，上齒板不完全被上唇所覆蓋；後端具2顆犬齒；每一上咽骨具1列臼齒狀之咽頭齒。齒黃白色，但近唇為藍綠色。體深藍綠色略灰。各鱗片具淡紅色緣。頭部及各鰭條較暗色。前額向前突出，突出部分在眼睛水平之上。尾鰭截型，隨體長增長而呈雙凹型尾。背鰭硬棘9枚、背鰭軟條10枚、臀鰭硬棘3枚、臀鰭軟條9枚。體長可達40公分。

## 生態
喜歡生活在沿礁或珊瑚礁區。啃食珊瑚，以珊瑚共生藻為生。

## 經濟利用
中型食用魚類。可作成魚鬆，食用時可用紅燒或清蒸。另外可當成觀賞魚觀賞。